# Шутерики, Миневер
Миневер Шутерики (алб. Mynever Shuteriqi, урождённая Фицо; 21 июня 1924 — 20 ноября 2024) — албанская писательница и учёная. Она была женой албанского историка и писателя Димитера Шутерики.

## Ранние годы
Миневер Фицо родилась 21 июня 1924 года в Гирокастре. Её отец работал лесником. В возрасте 2 лет она переехала из Гирокастры и жила в разных городах Албании, таких как Люшня, Эльбасан и Дельвина, где она также выучила греческий язык. 
В 17 лет она решила присоединиться к партизанам, но её не приняли в батальон, так как ей ещё не исполнилось 18 лет, поэтому её дважды арестовывали и заключали в тюрьму.

## Образование
В 1940-х годах она училась в Педагогическом институте Королевы-матери вместе с другими девочками, такими как Лири Белишова и Диди Бичаку. Она выучила там итальянский и французский языки и взяла первые уроки игры на фортепиано. А также здесь зародилось желание в дальнейшем стать поэтессой и писательницей.

## Карьера
Окончив университет, Шутерики стала преподавателем на факультете журналистики в Тиране. Она перевела и опубликовала множество томов романов и рассказов на разных языках и на албанском, особенно свои биографические книги, в которых она повествовала о своих воспоминаниях. 

## Личная жизнь и смерть
В 1940 году она познакомилась с историком Димитером Шутерики, и они поженились в Эльбасане. У них было трое детей, две дочери и сын. Будучи писателями и интеллектуалами, они хорошо понимали друг друга в том пути, который выбрали для продолжения жизни, хотя между ними было девять лет разницы. После смерти Димитера в 2003 году Миневер опубликовала в 2008 году автобиографическую книгу с воспоминаниями, посвящёнными её мужу, под названием «Nje jete ne dashuri» (Жизнь в любви). 
Миневер была бабушкой албанского политика и писателя Бена Блуши. 21 июня 2024 года ей исполнилось 100 лет, а 20 ноября она умерла.